# Coyote Flats
Coyote Flats è un centro abitato degli Stati Uniti d'America situato nella contea di Johnson dello Stato del Texas.
La popolazione era di 312 persone al censimento del 2010.

## Geografia fisica
Coyote Flats è situata a 32°21′20″N 97°17′32″W (32.355614, -97.292037), appena a est della città di Cleburne.
Secondo lo United States Census Bureau, la città ha una superficie totale di 3,329 miglia quadrate (8.618 km²).